# فرودگاه آبرپورت
فرودگاه آبرپورت (به انگلیسی: Aberporth Airport) یک فرودگاه همگانی است که یک باند فرود آسفالت دارد و طول باند آن ۱۲۵۷ متر است. این فرودگاه در شهر آبرپورت کشور ولز قرار دارد و در ارتفاع ۱۳۰ متری از سطح دریا واقع شده‌است.